# Pardosa incerta
Pardosa incerta är en spindelart som beskrevs av Josef Nosek 1905. Pardosa incerta ingår i släktet Pardosa och familjen vargspindlar. Inga underarter finns listade i Catalogue of Life.